# Томасівський чавун
Томасівський чавун — вид переробного чавуну, призначений для переплавки на сталь за томасівським процесом. Порівняно з іншими видами переробного чавуну містить менше кремнію (0,2-0,6 %) і більше фосфору (1,6-2,2 %). Виплавляють томасівський чавун у доменних печах з високофосфористих залізних руд.
У середині 20 століття виробництво томасівського чавуну в Німеччині становило 62 % від всього виплавленого в країні чавуну, у Франції — 80 %, у Бельгії — 95 %, в той час як у СРСР, Великій Британії, США у виробництві домінував мартенівський чавун.
У СРСР у другій половині 20 століття томасівських конверторів — для переробки томасівського чавуну на сталь — не було. За стандартами СРСР і стандартами України чавун з великим вмістом фосфору називається фосфористим чавуном. Фосфористий чавун, що мав високий вміст фосфору (1–2 %) виплавляли з руд керченських родовищ на заводі «Азовсталь» і переробляли на сталь у хитких мартенівських печах. Фосфористий чавун може бути також перероблений у кисневих конвертерах з основною футерівкою.